# Carl Emil Pettersson
Carl Emil Pettersson (Skogstorp, 4 de outubro de 1875 – Sydney, 12 de maio de 1937) foi um marinheiro sueco que se tornou rei da ilha Tabar em Papua Nova Guiné depois de naufragar em 1904.

## Biografia
Pettersson foi um dos seis filhos de Carl Wilhelm e Johanna Pettersson. Seu pai deixou a família, e Carl foi para o mar por volta de 1892, por volta dos 17 anos. Mais tarde, por volta de 1898, ele acabou no Arquipélago Bismarck da Nova Guiné Alemã, onde trabalhou para a casa comercial alemã Neuguinea-Compagnie. com sede em Kokopo.
Em uma viagem de recrutamento no Pacífico, o navio de Pettersson, o Herzog Johan Albrecht (Duque Johan Albrecht) afundou no dia de Natal de 1904, perto da ilha de Tabar, na província da Nova Irlanda. Ele foi lavado em terra perto de uma aldeia e caiu em uma sebe de hibisco, onde foi imediatamente cercado por ilhéus. O canibalismo não era incomum naqueles tempos e, embora Pettersson fosse extraordinariamente forte, ele não teria sido páreo para eles. Os ilhéus levaram-no ao seu rei e a filha do rei apaixonou-se por ele. Em 1907 ele se casou com a Princesa Singdo, a filha do rei local, Lamy. Ele começou no comércio de copra e conseguiu criar sua própria plantação de coco que ele chamou de Teripax. Ele se tornou rei após a morte de seu sogro. Seu apelido entre os moradores era "Strong Charley", e ele era de fato famoso por sua força física. Os jornais suecos publicaram uma série de histórias sobre Pettersson e suas aventuras.

## Mais tarde na vida

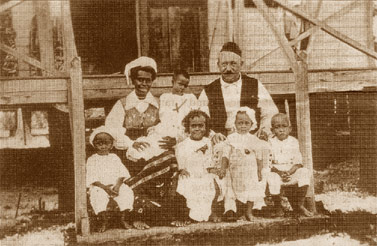
Família Pettersson, 1918

Os negócios correram bem e ele aumentou sua propriedade com duas plantações, primeiro Maragon na Ilha Simberi e depois Londolovit nas ilhas do Grupo Lihir. Pettersson respeitava os costumes locais e mostrava preocupação por seus empregados, o que era incomum na época. Ele era, portanto, muito popular entre os habitantes locais. Seu casamento com Singdo produziu uma família de nove filhos, um dos quais morreu na infância. Sua esposa morreu em 1921 de febre puerperal.

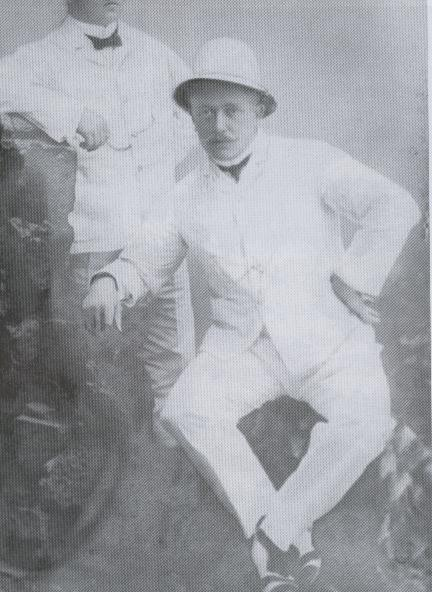
Carl Pettersson em vestuário tropical, 1907

Em 1922, Pettersson viajou para a Suécia, em parte para procurar uma nova esposa que pudesse cuidar de seus filhos. Lá, ele também visitou seu velho amigo Birger Mörner, que ele conheceu no Pacífico Sul. Ele então conheceu a anglo-sueca Jessie Louisa Simpson; juntos, eles retornaram para a ilha de Tabar, onde se casaram em 1923. Na ausência de Petterson, a plantação havia diminuído e ele estava agora próximo à falência. Além disso, ele e sua esposa sofreram de malária. Ele meticulosamente reconstruiu sua plantação, mas os investimentos ruins e as condições de mercado em dificuldades dificultaram a recuperação.
Pettersson, no entanto, encontrou um depósito de ouro na Ilha Simberi, que ele manteve em segredo por anos. Ainda hoje, o Grupo Tabar de ilhas possui um dos maiores depósitos de ouro do mundo. Suas fortunas mudaram, no entanto, e Pettersson decidiu deixar a ilha. Sua esposa Jessie viajou para a Austrália para tratamento médico e depois voltou para a Suécia. Ela morreu em Estocolmo de malária e câncer em 19 de maio de 1935. A saúde de Petterson também se deteriorou.
Pettersson deixou o Tabar em 1935, mas nunca voltou para a Suécia. Ele morreu de um ataque cardíaco em Sydney em 12 de maio de 1937.

## Na cultura popular
Carl Pettersson é considerado a inspiração para Ephraim Longstocking, o pai de Pippi na série infantil de Astrid Lindgren, Pippi Longstocking. Em 2012, o escritor Jorn Rossing Jensen relatou que a produtora sueca Mirijam Johansson, da sueca Wanted Pictures, anunciou em Cannes que havia adquirido os direitos de Efraim Longstocking e Cannibal Princess, um filme baseado no roteiro de Daniel Fridell e Ulf Stark e aprovado por Saltkråkan, o último dos quais detém os direitos de Lindgren.